# Zofia Mariak
Zofia Izabella Mariak (ur. 22 maja 1951) – polska okulistka, profesor nauk medycznych.

## Życiorys
Dyplom lekarski zdobyła w 1975 roku na Akademii Medycznej w Białymstoku (od 2008 roku Uniwersytet Medyczny) i na tej uczelni pracuje do dziś. 
Stopień doktorski uzyskała w 1982 roku na podstawie pracy "Ocena histologiczna wielkokomórkowego układu neurosekrecyjnego szczura białego w przebiegu doświadczalnego wstrząsu elektrycznego". Habilitowała się w 2000 roku na podstawie oceny dorobku naukowego i pracy pod tytułem "Patofizjologia i klinika urazowych obrażeń nerwów czaszkowych, zaopatrujących narząd wzroku". Jest profesorem zwyczajnym i kierownikiem w Klinice Okulistyki Uniwersytetu Medycznego w Białymstoku. Należy do Polskiego Towarzystwa Okulistycznego (przewodnicząca oddziału Białystok). Tytuł naukowy profesora nauk medycznych został jej nadany w 2006 roku. 
Swoje prace publikowała w czasopismach krajowych i zagranicznych, m.in. w „Klinice Ocznej" (członek redakcji), „Okulistyce" oraz „Kontaktologii i Optyki Okulistycznej".

## Odznaczenia
- Złoty Krzyż Zasługi (2004)[8]
- Nagroda Rektora UMB Za Całokształt Dorobku (2021)[9].